# Подсевы
Подсевы — деревня в Порховском районе Псковской области. Входит в состав сельского поселения «Славковская волость».

## География
Деревня расположена в западной части района, на автодороге Псков — Порхов и на соответствующем участке железной дороги Псков — Порхов — Дно, в 28 км юго-западнее от районного центра Порхов. Железнодорожная станция Подсевы, построенная в 1895 году, является одной из первых на участке Псков — Дно — Бологое.

### Климат
Климат характеризуется как умеренно континентальный, влажный, с умеренно мягкой зимой и относительно тёплым летом. Среднегодовая температура — 4,4 °C. Средняя многолетняя температура самого холодного месяца (января) составляет −8 °С, средняя температура самого тёплого (июля) — 17,3 °С. Период активной вегетации растений (с температурой выше 10°С) составляет 130 дней Среднегодовое количество осадков — около 725 мм, из которых 70 % выпадает в тёплый период. Снежный покров держится около 125—130 дней.

### Часовой пояс
Деревня Заручевье, как и вся Псковская область, находится в часовой зоне МСК (московское время). Смещение применяемого времени относительно UTC составляет +3:00.

## Население
Численность населения деревни на 2000 год составляла 228 жителей.